# Castelnau-Picampeau
Castelnau-Picampeau – miejscowość i gmina we Francji, w regionie Oksytania, w departamencie Górna Garonna.
Według danych na rok 1990 gminę zamieszkiwało 171 osób, a gęstość zaludnienia wynosiła 15 osób/km² (wśród 3020 gmin regionu Midi-Pireneje Castelnau-Picampeau plasuje się na 892. miejscu pod względem liczby ludności, natomiast pod względem powierzchni na miejscu 987.).